# Comuna Tudulinna
Tudulinna este o comună (vald) din Comitatul Ida-Viru, Estonia.
Reședința comunei este târgușorul (alevik), Tudulinna.
Comuna mai cuprinde un număr de 9 sate.

## Localități componente

### Târgușoare (alevik)
- Tudulinna

### Sate
- Kellassaare
- Lemmaku
- Oonurme
- Peressaare
- Pikati
- Rannapungerja
- Roostoja
- Sahargu
- Tagajõe